# La Barca (Tineo)
La Barca (oficialmente en asturiano: Soutu) es una parroquia del concejo de Tineo, Principado de Asturias, España. Está situada al sureste del concejo a unos 15 kilómetros de la capital, la villa de Tineo.

## Entidades de población
La parroquia cuenta con las siguientes entidades de población (entre paréntesis la toponimia asturiana oficial en asturiano y la población según el Instituto Nacional de Estadística y la Sociedad Asturiana de Estudios Económicos e Industriales):
1. Agüera de la Barca, casería (Augüera)
2. Bebares, aldea
3. Casares, aldea
4. Castiello, casería (Castieḷḷu)
5. Puente de Tuña, casería (El Puente Tuña)
6. San Adriano, casería (San Adrianu)
7. Santa Marta, aldea
8. Soto de la Barca, lugar (Soutu)

## Población
En 2020 contaba con una población de 88 habitantes (INE, 2020) repartidos en un total de 130 viviendas (INE, 2010).